# ソグネ・フィヨルド

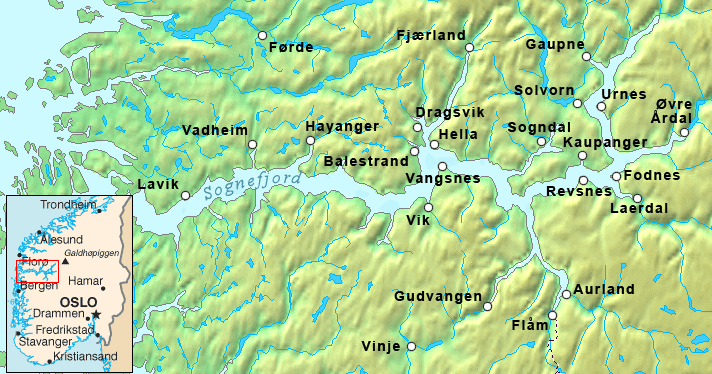
ソグネ・フィヨルドの位置

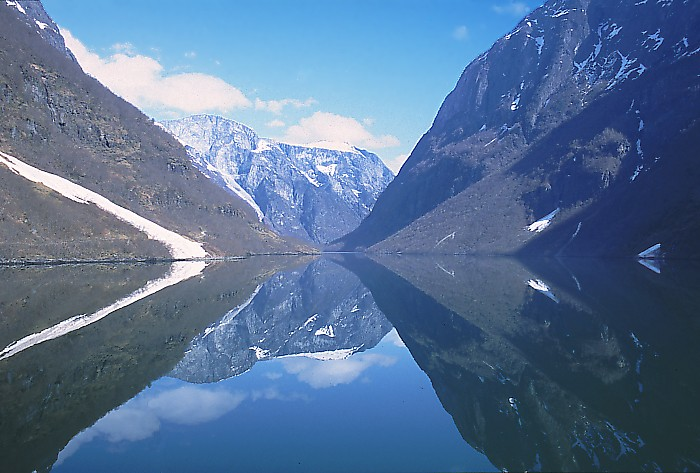
ソグネ・フィヨルド

ソグネ・フィヨルド（ノルウェー語: Sognefjorden）は、ノルウェー西部にあるフィヨルドである。ノルウェー最大のフィヨルドであり、グリーンランドのスコルズビ湾（Scoresby Sound）に次ぐ世界で2番目に大きいフィヨルドである。入口はベルゲンから約72km北のヴェストラン県にあり、内陸に203km離れた Skjolden の町辺りまで伸びている。
フィヨルド内の最も深い場所は内陸部にあり、その水深は1,308mに達する。逆に入口付近はそこが土台のように盛り上がっており水深は100m程度である。フィヨルドの幅は平均5kmほどであり、両岸は1000mを越える崖に囲まれている。
フィヨルド沿岸の町は、ボートなどによって結ばれている。主な町にはバレストランド、グドヴァンゲン、フロムなどがある。グドヴァンゲンはソグネ・フィヨルドの支流の一つであるネーロイ・フィヨルドに面しており、壮大な風景で知られている。フロムからは観光路線として有名なフロム線が走っている。この鉄道は20km離れたミュルダルに着くまでに864m上昇しており、世界一急な勾配とされている。

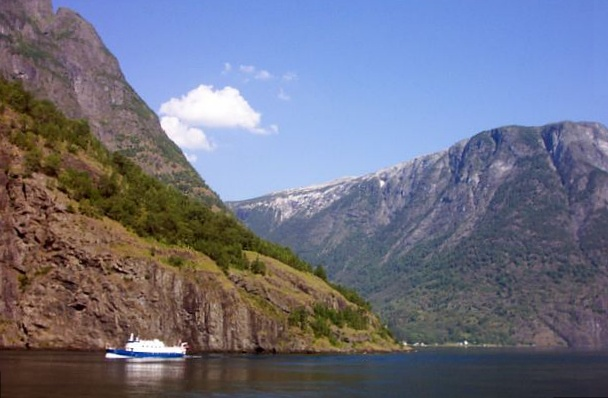
ネーロイ・フィヨルド

ソグネ・フィヨルドの上には、4,597mの長さがある電線が渡されている。これは世界で2番目に長い電線である。
フィヨルドを含む風景の美しさは観光客にもよく知られ、観光業による収入がこの地方の大きな収入源になっている。